# Vlijt
Het woord vlijt komt van het Oudsaksische 'vlit', strijdlust, maar betekent werkzame doelgerichtheid, het voortdurende inspannen in het behartigen of beoefenen van iets en heeft vaak een moralistische connotatie.
Vlijt wordt evenals onder meer trouw, gehoorzaamheid en punctualiteit in de wijsgerige en theologische traditie beschouwd als een zogenaamde secundaire deugd. Een deugd wordt dan secundair genoemd wanneer haar ethische gehalte afhankelijk is van de vier primaire, 'kardinale deugden', die door de Griekse filosoof Plato beschreven werden, en die het westerse morele bewustzijn (in het bijzonder de moraaltheologie) bepaald hebben. Secundaire deugden kunnen worden gezien als de instrumenten die een primaire deugd omzetten in de concrete praktijk en dragen hiermee bij aan de vorming van een samenleving. Daarom werd vlijt, vooral vanaf de 19de eeuw, een burgerlijke deugd. De negatieve connotatie van het begrip vlijt komt voort uit de kritiek op de burgerlijke idealen van de 19de eeuw.

## Vorming van de deugdvlijtin de 19e eeuw
Het hedendaagse begrip van vlijt is vooral in de 19e eeuw gevormd, ook wel de eeuw van de volksopvoeding genoemd. Predikanten gaven aan arbeid een negatieve waarde, namelijk als boete voor de zonden. Er moest geen vreugde zijn in het arbeiden zelf, het moest zwaar en pijnlijk zijn om zijn boetewaardig karakter te behouden.
In 19e-eeuwse schoolboeken van het volksonderwijs daarentegen komt een burgerlijke arbeidsmoraal naar voren waarin arbeid positief gewaardeerd wordt. De deugd vlijt of werklust wordt niet langer religieus gemotiveerd maar de mensen worden tot vlijt gemaand met de argumenten dat arbeid de gezondheid bevordert, vreugde geeft aan het leven en ons behoedt voor verveling.
In het midden van de 19e eeuw is de belangrijkste motivatie voor vlijt dat arbeid tot welstand leidt en luiheid tot armoede. Na het midden van deze eeuw worden morele eigenschappen belangrijker geacht dan de materiële gevolgen. In de burgerlijke moraal gaat het om het eergevoel dat de vlijt motiveert. Werken is een plicht naar de samenleving. Elk mens heeft zijn taak binnen de maatschappij. Arbeid is niet meer de taak van de armen alleen, maar van alle burgers, ook de rijken. In sprookjes wordt dan ook vaak het arme, vlijtige kind afgezet tegen het rijke, luie kind.
Hoewel in de 19e eeuw de leerlingen zelfs op 'vlijt' werden beoordeeld, wordt dit woord momenteel vaak met tegenstrijdige connotaties gebruikt. Hoewel vlijt als eigenschap zowel privé als beroepsmatig gewaardeerd wordt, wordt zij vaak uitgespeeld tegen andere talenten die dikwijls contrair liggen, zoals intelligentie en spontaniteit. Dit is minder het geval bij synoniemen van het woord vlijt.
Er zijn verschillende moraliserende kinderverhaaltjes, volksvertellingen en sprookjes, die op de deugd van de vlijt zinspelen, waarbij deze vrijwel altijd wordt beloond. Een aantal hiervan zijn in de 19e eeuw verzameld door de gebroeders Grimm:
- Vrouw Holle
- Klosje, schietspoel en naald

Andere voorbeelden zijn De krekel en de mier van Jean de La Fontaine en De wolf en de drie biggetjes.
Ook bij de 19e-eeuwse filosofen zijn ideeën terug te vinden omtrent de secundaire deugd vlijt:

### Nietzsche over vlijt
Voor de filosoof Friedrich Nietzsche (1844-1900) staat vlijt de verheffing van het individu in de weg (De vrolijke wetenschap, aforisme 21). Vlijt is in de ogen van Nietzsche gericht op het publieke nut, de behoefte van een gemeenschap. Zo wordt de eenling in functie van de gemeenschap gesteld (aforisme 116).
De vlijt brengt eer en rijkdom teweeg maar berooft de mens van iedere verfijning die het genieten van deze eer mogelijk maakt; het stompt de zinnen af en maakt de geest weerspannig (aforisme 21).
Verder noemt Nietzsche vlijt de ademloze haast in de arbeid en de eigenlijke ondeugd van de nieuwe wereld. “De arbeid krijgt steeds meer alle goede geweten aan zijn kant: de neiging tot plezier noemt zich nu al ‘behoefte aan ontspanning’ en begint zich voor zichzelf te schamen”.

Voor Nietzsche staat de vlijt tegenover de traagheid van de vita contemplativa. Door het moderne, burgerlijke ideaal van de vlijt bezorgen lange overpeinzingen iemand “bijna gewetenswroeging”. In de antieke tijd ging juist de vlijt gepaard met een slecht geweten (aforisme 329).

## Synoniemen
Arbeidzaamheid, ijver, inzet, naarstigheid, werkzaamheid.

## Spreekwoorden
- Zuinigheid met vlijt bouwt huizen als kastelen
- Van eigen vlijt ziet men de schoorsteen roken
- Wie met vlijt zijn taak verricht, valt het alles even licht
- Als men arbeidt met vlijt en lust, dan smaakt het eten, dan smaakt de rust
- Stel niet uit tot morgen wat je heden kunt doen
- Voor lanterfanten, luie guiten, zal later elk zijn deur wel sluiten

## Citaten
- De wereld gaat aan vlijt ten onder
  - Max Dendermonde
- Mein Sohn, das hast du wohl gemacht, mit Fleiss das Bild zu stand gebracht
  - Johann Wolfgang von Goethe
- Liebe Herren, bedenkt 's mit Fleiss, sitzt des Kaisers will und geheiss
- Wer rief euch in das fremde Land, den blühnden Fleiss der Felder zu verwüsten?
  - Friedrich von Schiller
- Tritt her und schau mit Fleisse
  - Paul Gerhard
- Bei mir waren die Faulsten fleissig
  - Friedrich Nietzsche
- Beter is een hand vol rust dan beide vuisten vol zwoegen en najagen van wind
  - Prediker 4 vers 6